# 陈规 (金朝)
陈规（？—？），字正叔，绛州稷山人。金国官员。

## 生平
金章宗明昌五年（1194年）词赋进士，南渡为监察御史。金宣宗贞祐三年（1215年）十一月，建议罢免参政侯挚和警巡使冯祥，得到金宣宗赞同，“卿知臣子之分，敢言如此，朕甚嘉之。” 
贞祐四年（1216年）正月，由于金国禁物斛北渡，造成黄河以北物资缺乏，建议防开物流，允许私人向北卖粮。最终金国政府以河南军储为重，诏两渡委官留存80%。剩余的卖给北方。三月，建议说：“我去徐州，因为去年河北红袄军作乱，州遣节度副使纥石烈鹤寿将兵讨之，大掠良民家属为驱，甚不可也。应该命令释放，有类似事件也应该这么做。”事下尚书省，命徐州、归德行院照办。举报有奖，奴隶自己举报也有奖。四月，建议黄河北面濒河州县裁撤总领官，因为他们扰民且不抗击蒙古帝国军队，获得赞成。七月建议广开言路，狂妄失实者亦不坐罪。并提出八条建议：
- 责大臣以身任安危。
- 任台谏以广耳目。
- 崇节俭以答天意。
- 选守令以结民心。
- 博谋群臣以定大计。
- 重官赏以劝有功。
- 选将帅以明军法。
- 练士卒以振兵威。

金宣宗不悦，诏尚书省批判。降级徐州帅府经历官。正大元年（1224年为右司谏，不久为吏部郎中。当时讨论修复河中府。他与杨云翼以民力疲惫为由反对。被金哀宗赞成，不久因涉及吏部尚书赵伯成手下王京与进士王著政治斗争，免职。十一月，改充补阙。十二月，说将相非材，荐数人。
次年正月，规及台谏同奏五事：一，乞尚书省提控枢密院，如大定、明昌故事。二，简留亲卫军。三，沙汰冗军，减行枢密院、帅府。四，选大臣为宣抚使，招集流亡以实边防。五，选官置所，议一切省减。略施行之。
四月，因大旱诏规审理冤滞，十一月，他和完颜素兰见金哀宗，反对对南宋动兵。正大四年（1227年三月，称陕西兵不可用。反对和大蒙古帝国议和，未成功。
十月，与右拾遗李大节弹劾同判大睦亲事撒合辇，撒合辇降级为中京留守，次年二月，又与大节言三事：“一，将帅出兵每为近臣牵制，不得专辄。二，近侍送宣传旨，公受赂遗，失朝廷体，可一切禁绝。三，罪同罚异，何以使人。”被采纳。
金宣宗曾经令文绣署令王寿孙作大红半身绣衣，特别指示不要告诉陈规。曰：“陈规若知，必以华饰谏我，我实畏其言。”凡宫中举事，皇帝必曰：“恐陈规有言。”当时近臣都怕陈规，说他是直士。后为中京副留守，未赴任而逝世，舆论可惜。 

## 评价
陈规博学能文，诗亦有律度。为人刚毅质实，有古人风，笃于学问，至老不废。浑源刘从益说他“宰相材也。”每与人论及时事就愤惋，盖伤其言之不行也。南渡后，谏官称许古、陈规，而规不以讦直自名，尤见重云。死之日，家无一金，知友为葬之。儿子陈良臣。 